# Пора літніх гроз
«Пора літніх гроз» — радянський двосерійний телефільм 1980 року, знятий режисером Анатолієм Буковським на Кіностудії ім. О. Довженка.

## Сюжет
Кожен робочий день героїв фільму Ксенії Баришевої, секретаря Просторненського сільського райкому та Сергія Грачова, другого секретаря райкому, наповнений думами та турботами, пов'язаними з майбутнім колгоспного села.

## У ролях
- Ніна Антонова — Ксенія Борисівна Баришева
- Олександр Аржиловський — Сергій Петрович Грачов
- Олег Бєлов — Борис Іванович Харченко
- Валентина Владимирова — тітка Олена
- Олена Драпеко — Катя Лазаренко
- Ірина Калістратова — Люба, дочка Ксенії Баришевої
- Євген Пашин — Василь, Валет
- Сергій Подгорний — Діма Грачов, брат Сергія
- Дмитро Франько — Лев Лукич Ушанов
- Віктор Щербаков — Олег Миколайович Школьников, директор радгоспу
- Володимир Волков — Семен Іванович Хомяков
- Петро Любешкін — Петро Грачов, батько Грачових
- Людмила Чиншева — Алька
- Володимир Бродський — Дмитро Васильович Рижов, голова райвиконкому
- Володимир Мішаков — Володимир Михайлович Гуменний, агроном
- Сергій Буковський — Григорій Сидельников
- Микола Досенко — чоловік Ксенії Баришевої
- Федір Панасенко — Федченко
- Маргарита Кошелєва — епізод
- Анатолій Матешко — епізод
- М. Андріяш — епізод
- Ф. Благій — епізод
- Галина Демчук — секретар
- М. Донець — епізод
- А. Ільїн — епізод
- З. Ільїна — епізод
- М. Кравченко — епізод
- Ліля Максименко — епізод
- Н. Соловйов — епізод
- Г. Пошелюжна — епізод
- Валентин Рожков — епізод

## Знімальна група
- Режисер — Анатолій Буковський
- Сценарист — Віктор Богатирьов
- Оператор — Віталій Зимовець
- Композитор — Ігор Поклад
- Художник — Георгій Прокопець